# Jean Harcourt
Jean Harcourt, francoski maršal, * 1240, † 1302.